# 煲蠟

蠟燭的蠟被煮溶後，一旦向高溫的蠟加少許水，便會產生火球

煲蠟或稱煮蠟是指使用容器盛載已煮滾的蠟，然後向容器潑水，從而產生很高的火焰，作為一種娛樂，這種活動曾經常見於香港中秋節的迎月、正日和追月的夜晚。煲蠟約於1970年代的英屬香港出現，但是具體由來典故已不可考，由於其時香港市面售賣的月餅，大部分已使用方形鐵盒以四個月餅一盒出售，月餅的鐵罐為當年玩煲蠟青少年大開便利之途，而且當年點燃蠟燭做光源的中秋傳統紙製燈籠仍未式微，蠟燭在中秋節隨處可見及很容易買到，青少年很容易從家中取得月餅空罐並得到蠟燭到戶外煲蠟。

## 方法
煲蠟需要焚燒報紙或使用蠟燭等作為火源，將蠟燭盛載原本放月餅的空鐵罐等器皿中加熱至熔化、燃燒。部分人會向已煮至溶化的蠟液噴水，使燃燒中的蠟液熾出火焰及產生高溫的水蒸氣。由於中秋節有大量青少年一起煲蠟，熾起火焰的高度成為參與者之間的一種比試。不過，煲蠟具有危險性，容易引起火災，而滾燙的蠟液接觸到皮膚也可能造成第三級燒傷。

## 從流行至取締

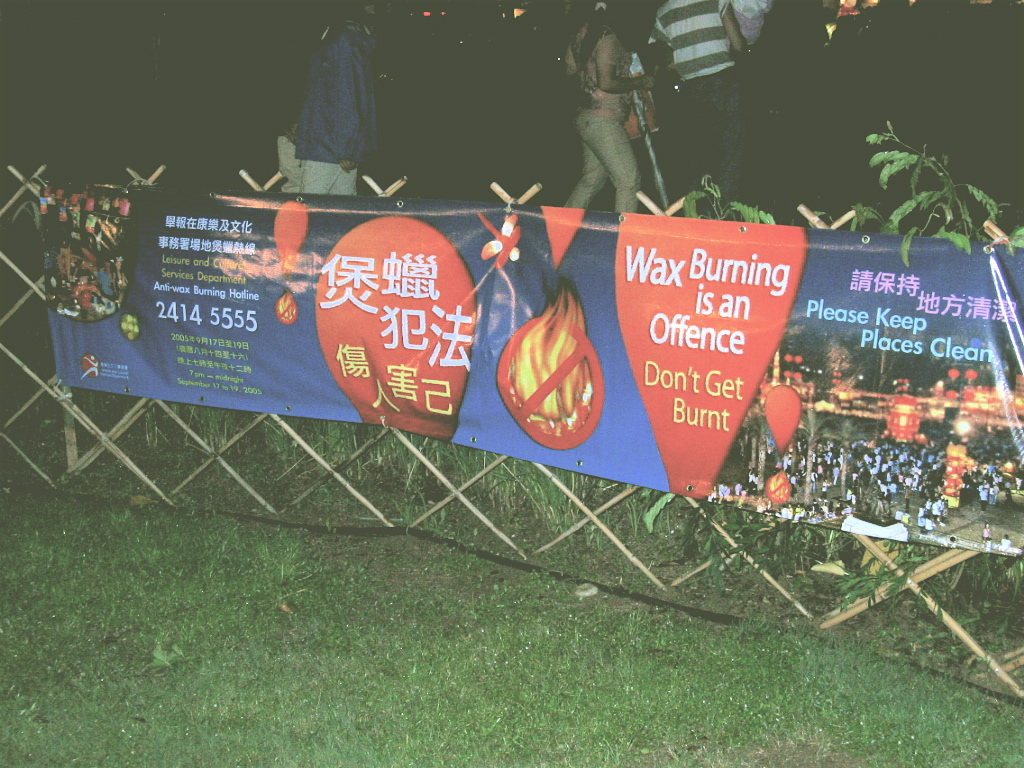
香港政府提醒市民切勿煲蠟的橫額

1990年代及以前的中秋節，香港警察及市政總署考慮到節日氣氛，對於青少年在公園內玩煲蠟，很少會作出干預，通常只是提醒要在離開前熄滅火種，或者勸告煲蠟參與者要去周圍沒有易燃物品及沒有樹木的地方進行。當年中秋節的公園從傍晚至深夜，到處都是煲蠟的火頭，場面熱鬧，成為香港中秋節的特色。
由於煲蠟會使公園等公眾場所留下大量難以清理的蠟漬，而且易生危險，1990年代中期開始引起關注，後來香港政府界定煲蠟為「將蠟燃燒或溶化，或將任何液體灑在或潑在熱蠟之上，而可能導致任何人受傷或任何財產受損。」，自1990年代末期開始呼籲市民不要煲蠟，康樂及文化事務署會在中秋節的3天加密巡邏公園等場所，要求市民賞月時勿點燃太多蠟燭，並避免留下蠟跡，又會勸止煲蠟行為，亦可根據《遊樂場地規例》，檢控康文署轄下公園、泳灘和燒烤場地煲蠟的人，最高可被罰款2000港元及入獄14天。康樂及文化事務署可將留下蠟跡視同亂拋垃圾，發出1500港元的定額罰款通知書。
房屋署可按「屋邨清潔扣分制」，對在房屋署轄下屋邨範圍內公眾地方煲蠟的公共屋邨住戶扣除5分，但不適用於已售出的單位，另外如有弄污地方，可被罰款1500港元，此外，市民若在香港房屋協會轄下屋邨範圍公共地方煲蠟，該協會將有關個案轉交警方和食物環境衛生署處理。